# Skanstes virsotnes
Skanstes virsotnes est un groupe d’immeubles situé dans le quartier de Skanste à Riga en Lettonie.

## Caractéristiques
Skanstes Virsotnes est est un groupe de quatre tours de 24 étages et 76 mètre de haut abritant en tout 560 appartements. 
La conception du projet est due au bureau d'architectes finlandais KVA Architects.
Le promoteur et entrepreneur général est l’entreprise lettone de construction Merks

La construction s'est achevée en 2012 entre Ganību dambis et Krišjāņa Valdemāra iela. 
Le Skanstes virsotnes est un ensemble de quatre immeubles résidentiels de 24 étages. 
Les bâtiments sont reliés par une aire de stationnement couverte sur deux niveaux, et des aires de jeux pour enfants situées sur le toit paysagé. 
Merks a réalisé les travaux de construction du nouvel îlot urbain de plus de quatre hectares. 
L'aire de stationnement souterrain peut accueillir 620 voitures et 100 voitures peuvent stationner a extérieur. 
Les immeubles sont entourés d'un parc de verdure de 6 000 m2 avec deux aires de jeux pour enfants.

## Galerie

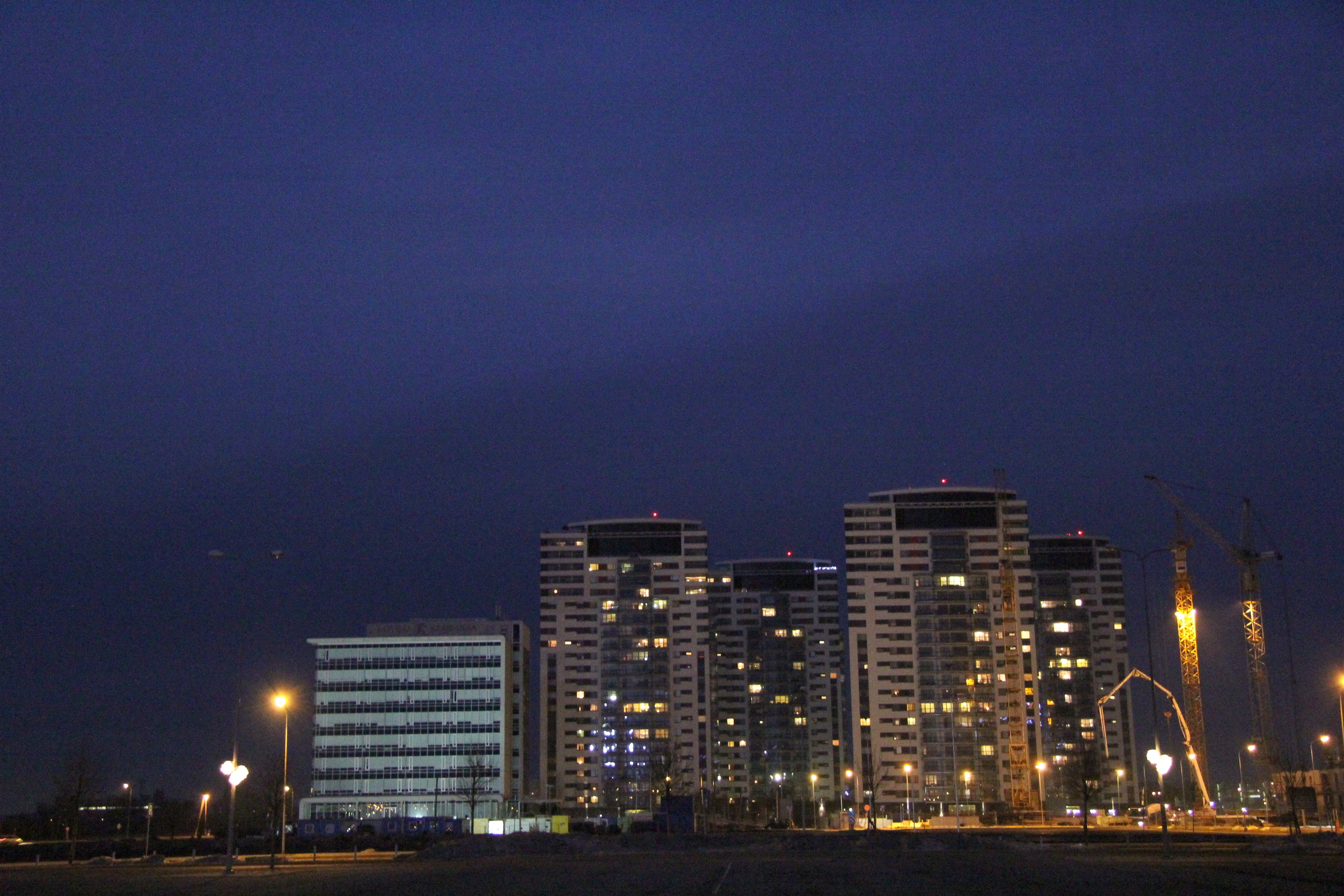
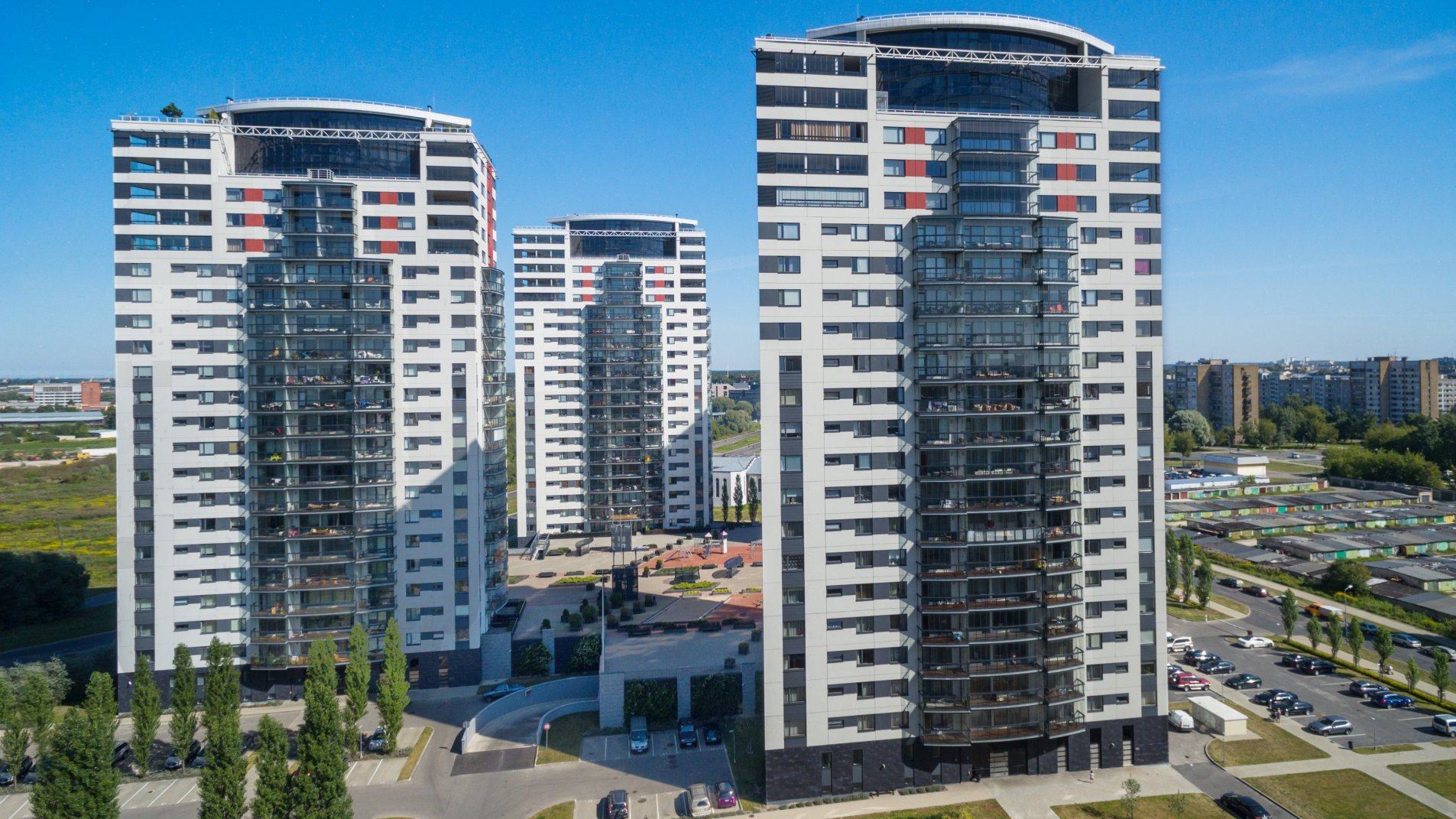
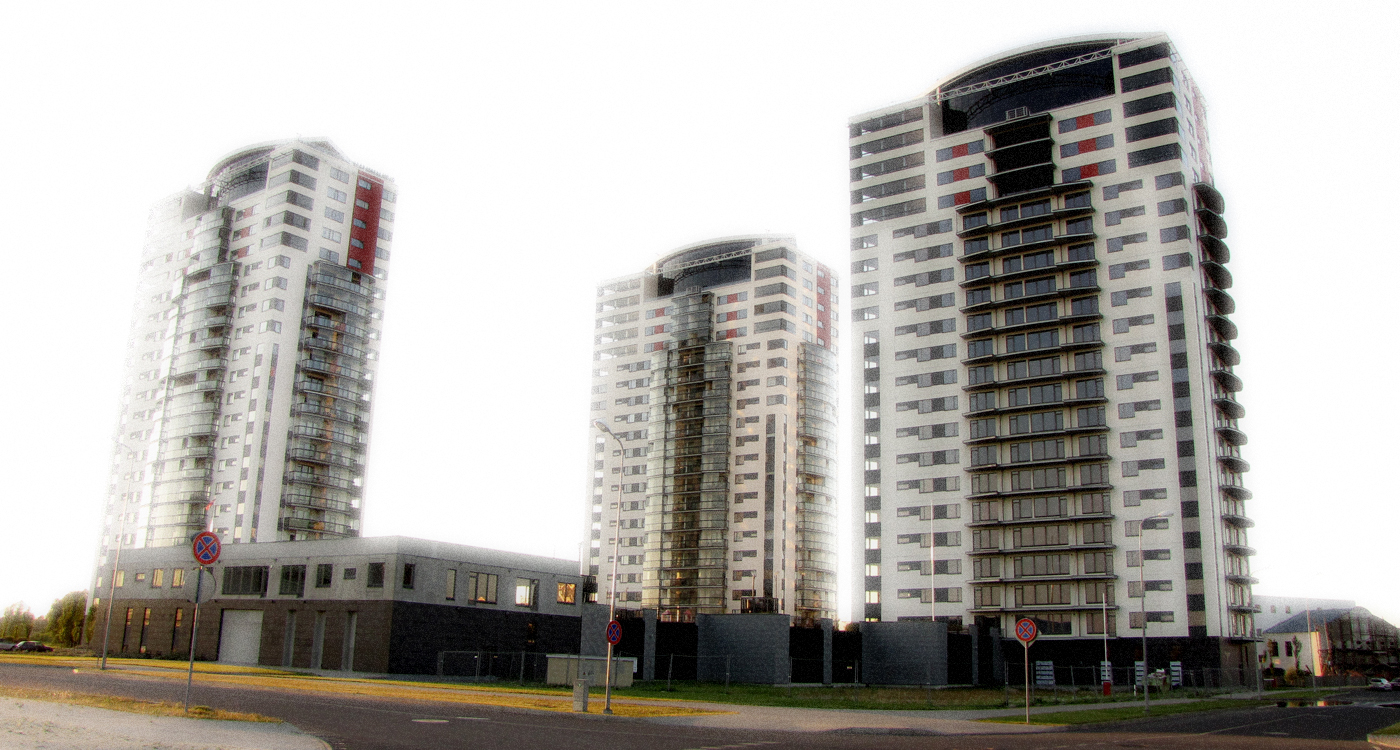